# Akakor
Akakor é uma suposta cidade perdida, que estaria localizada nas regiões fronteiriças da Amazônia brasileira e que teria origem pré-colombiana. O criador do mito é um alemão chamado Gunther Hauck, usando o nome de Tatunca Nara, que fugiu para o Brasil em 1968 depois de inventar uma história baseado em mitos já conhecidos como o Eldorado e o Paititi, refúgio onde os incas teriam escondido as toneladas de ouro que seriam pagas como resgate ao conquistador espanhol Francisco Pizarro pelo imperador Atahualpa.
Muitos aventureiros morreram ou desapareceram nas selvas brasileiras procurando pelas supostas ruínas.
Em 2008, o arqueólogo mais famoso do mundo da ficção visitou a pirâmide de Akator, no coração do Amazonas, no filme Indiana Jones e o Reino da Caveira de Cristal, mas a real existência das ruínas recriadas eletronicamente pelos produtores do filme nunca foi cientificamente comprovada.
Em compensação, muitas pessoas acreditaram na história relatada por Tatunca Nara devido ao seu passado obscuro e também ao fato de que até hoje são encontrados sítios arqueológicos e ruínas de civilizações pré-colombianas nas regiões próximas às fronteiras do Brasil.
Anos depois se descobriu que Tatunca Nara era um informante dos órgãos de repressão militares durante a ditadura.
O jornalista Karl Brugger publicou no livro "A Crônica de Akakor" a história relatada por Tatunca Nara. Ele foi  assassinado em 1984 no Rio de Janeiro.